# 猩紅熱
猩紅熱（しょうこうねつ、英: scarlet fever）は、小児に多い発疹性感染症。明治年間に法定伝染病に指定され恐れられていた病気の一つだが、抗生物質の開発により、治療が容易になった。このため、1998年の法改正に伴い、法定伝染病（届け出が必要）ではなくなった。現在の感染症法ではA群溶血性レンサ球菌咽頭炎（溶連菌感染症）として診断・治療を行うことがほとんどである。

## 概要
A群β溶血性連鎖球菌の毒素（発赤毒 (erythrogenic toxin)、Dick毒素）によって発症する全身症状。発赤毒素に免疫のない人で発症する。A群溶血性連鎖球菌咽頭炎（5類感染症定点把握疾患、溶連菌感染症）の1タイプ。2歳 - 10歳の小児に多く発病し、小児が集まる機関（幼稚園、保育園、小学校）で集団発生する事がある。中耳炎・腎炎・リウマチ熱などと合併して発症する事がある。
日本では1957年（昭和32年）に流行し、届出のあった患者だけでも1万4500人、うち40人が死亡した事例がある。

## 感染様式
主に飛沫感染。

## 症状
通常はレンサ球菌咽頭感染症に続発し発症する。
1. 潜伏期は2日 - 4日
2. 前駆期は高熱と、咽頭痛（上気道炎）、頭痛、四肢痛、悪寒、となる事がある。
3. 発疹期（第1病週）は紅色の小さな発疹が全身にできる。舌が腫れ、「いちご舌」、皮疹
4. 落屑期（第2 - 3病週）は手のひらや足の裏から膜様鱗屑[3]（皮がむけ、落ちる）
5. 感染後 免疫反応としてリウマチ熱や糸球体腎炎を併発することがある[5]

### 主な合併症
- 化膿性疾患
  - 肺炎、髄膜炎、敗血症など
- 非化膿性疾患
  - リウマチ熱、急性糸球体腎炎

## 予防
患者との濃厚接触をさける。うがい、手洗いなどの励行。

## 治療法
第一選択薬はペニシリン系抗生物質、ペニシリン、エリスロマイシン、クリンダマイシン、投薬期間は10日間。

## 関連法規
定点報告対象（5類感染症）。

## 参考画像

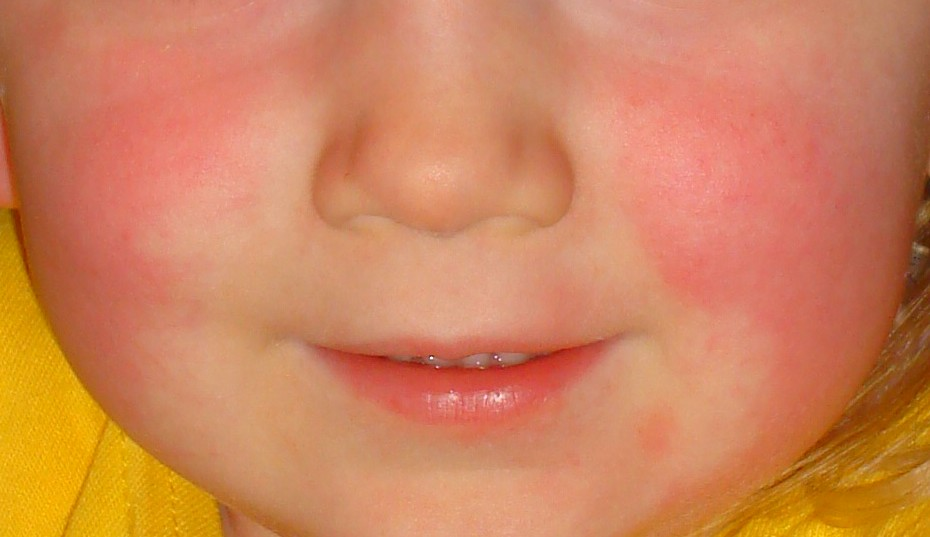
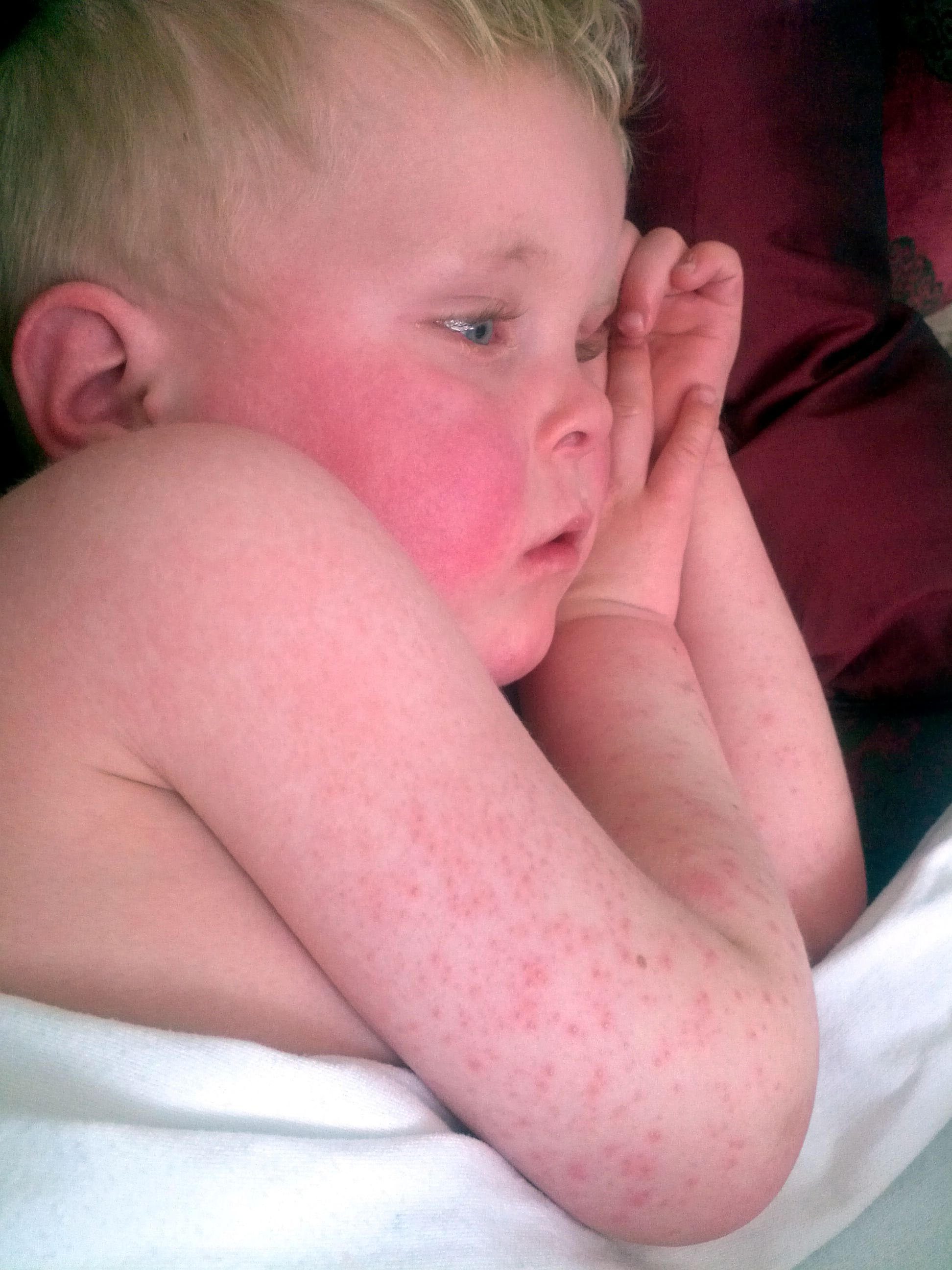
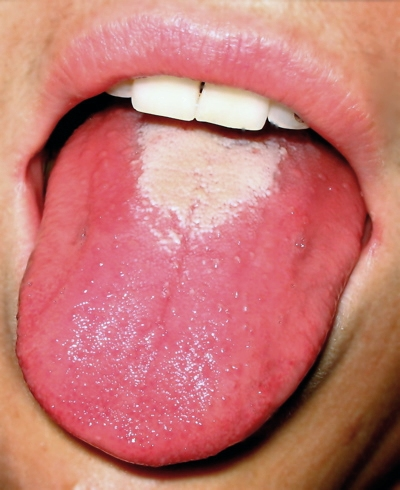
苺舌の一例
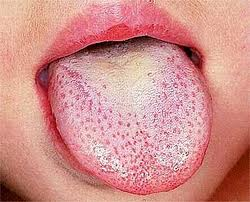